# 비극적 서곡
《비극적 서곡 라단조 작품번호 81》(독일어: Tragische Ouvertüre)은 요하네스 브람스의 연주회용 서곡이다. 1880년 여름에 작곡되었다. 1880년 12월 26일 빈에서 초연하였으며, 연주시간은 약 13분이다.

## 개요
같은 시기에 작곡한 《대학 축전 서곡》과는 성격이 매우 다른 작품이다.

## 구성
3부로 되어 있으며, 모두 라단조이다.
- Allegro ma non troppo
- Molto più moderato
- Tempo primo ma tranquillo.

## 악기
- 목관악기: 피콜로, 플루트2, 오보에2, 클라리넷2, 바순2
- 금관악기: 호른4, 트럼펫2, 트롬본 3, 튜바
- 타악기: 팀파니
- 현악 5부